# Asellus Secundus

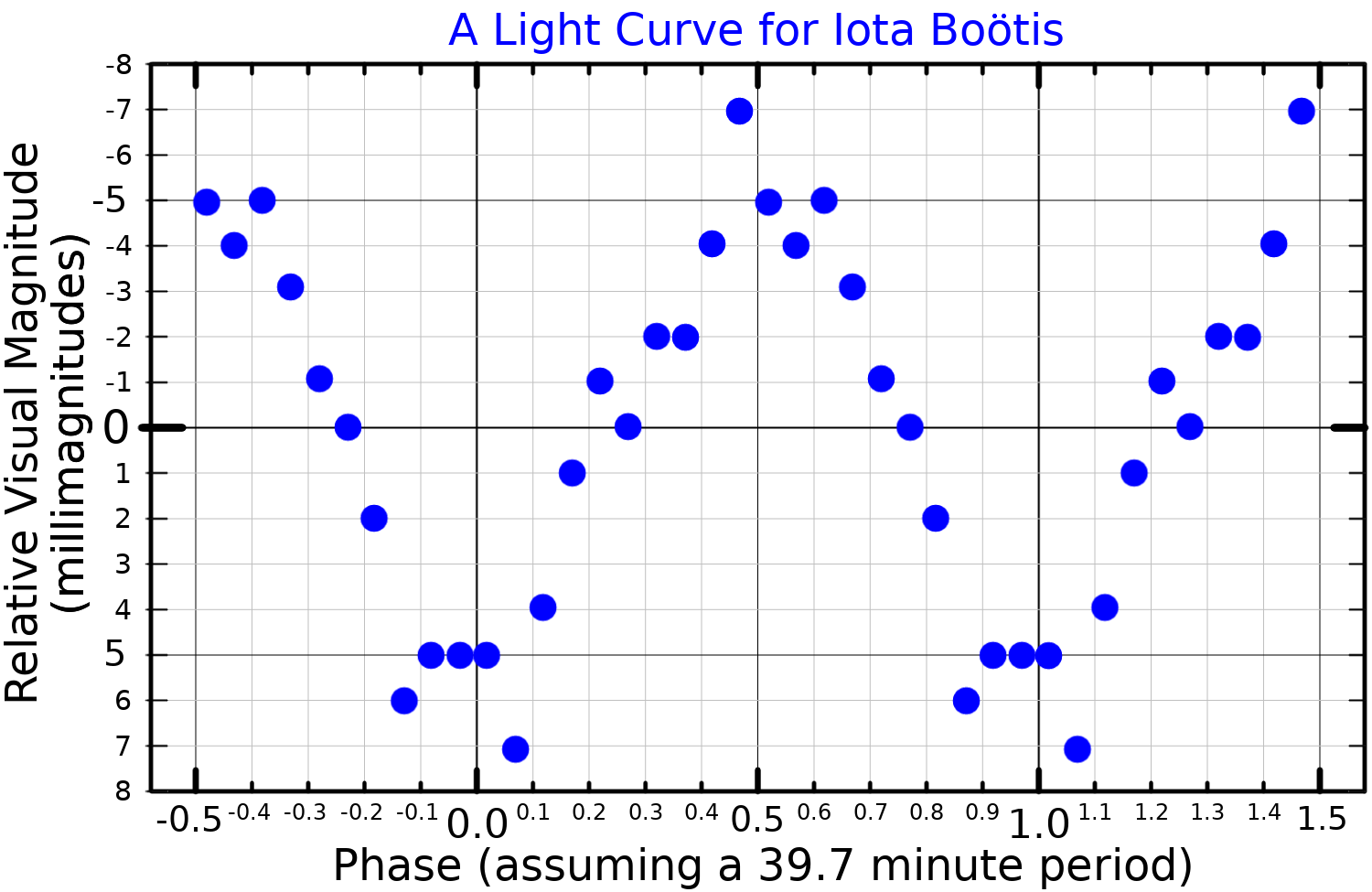
Lichtkromme van Asellus Secundus

Asellus Secundus (iota Boötis, lat: "het tweede ezeltje") is een dubbelster in het sterrenbeeld Ossenhoeder (Boötes).